# Forges (Seine-et-Marne)
Forges [fɔʁʒ] ist eine französische Gemeinde mit 432 Einwohnern (Stand 1. Januar 2022) im Département Seine-et-Marne in der Region Île-de-France. Der Ort befindet sich sechs Kilometer nördlich von Montereau-Fault-Yonne. Forges gehört zum Gemeindeverband Pays de Montereau.

## Sehenswürdigkeiten
- Kirche Saint-Baudel, erbaut ab dem 13. Jahrhundert
- Schloss, erbaut im 18. Jahrhundert

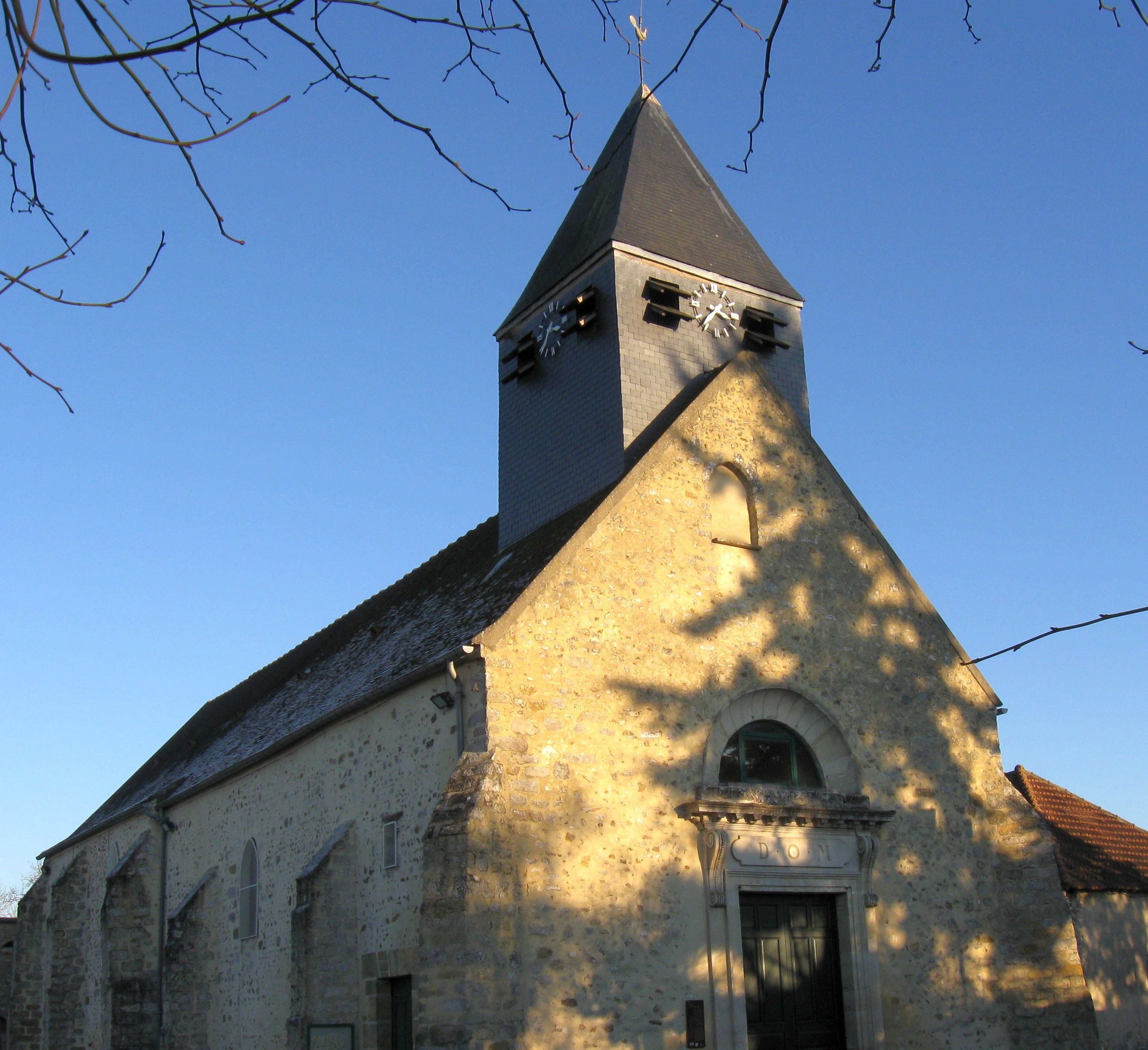
Kirche Saint-Baudel
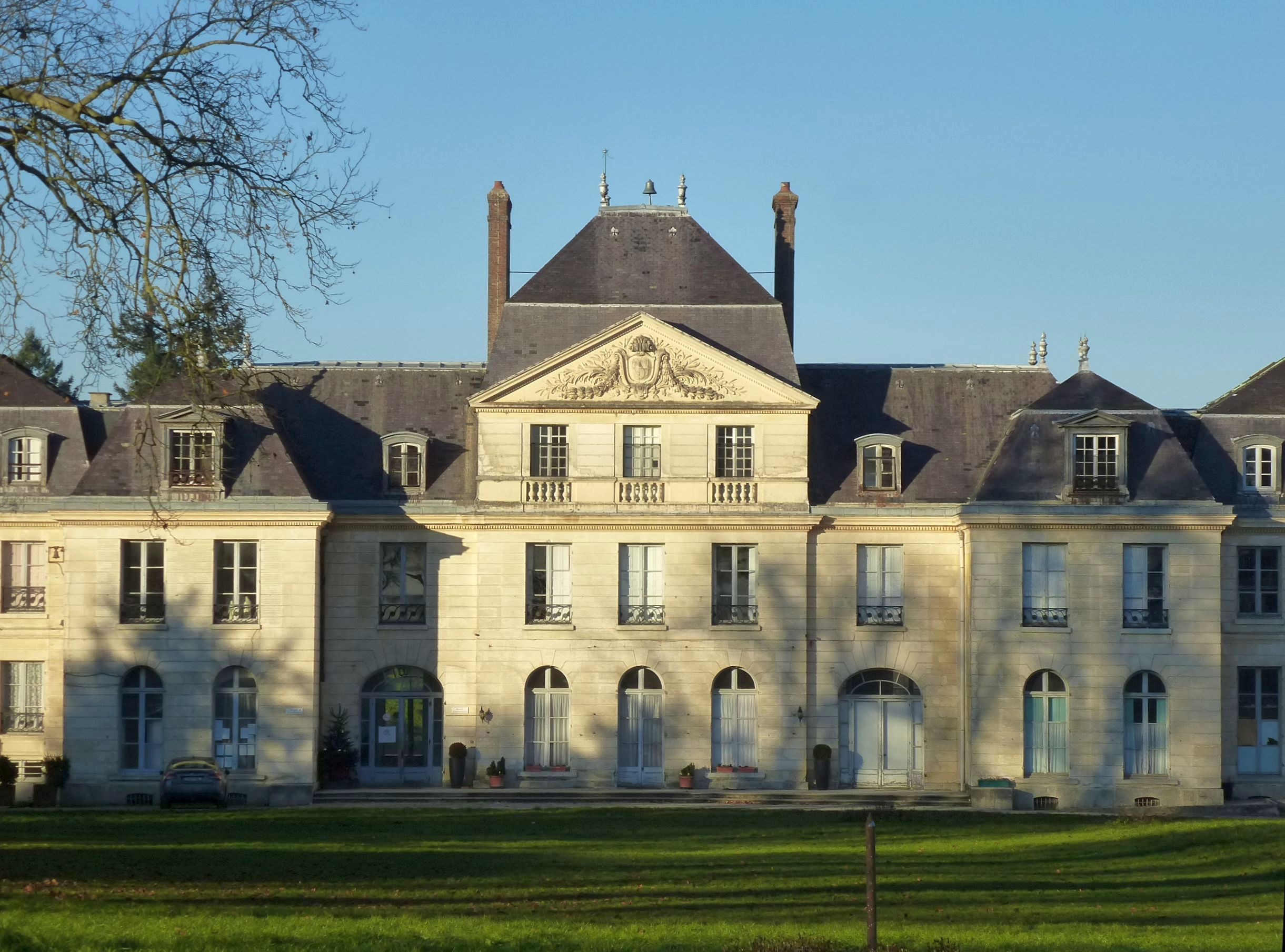
Schloss

## Persönlichkeiten
- Jules Guichard (1827–1896), Politiker